# 吳良輔 (萬曆進士)
吴良辅（？—？），字德夫，號脩宇，四川潼川州人，明朝政治人物。

## 生平
万历十三年（1585年）乙酉科四川乡试舉人，曾任松江府上海县学教谕，三十二年（1604年），登甲辰科进士，礼部觀政，初授齐云县知县，三十八年考選，四十年授南京云南道御史，四十一年以诬劾都察院左副都御史许弘纲，出管凤阳仓，四十五年京察，天启三年降为湖廣布政司理问，四年升工部营缮司主事，本年升光禄寺丞，五年养病。